# چوی بیونگ چول
چوی بیونگ چول (انگلیسی: Choi Byung-chul؛ زادهٔ ۲۴ اکتبر ۱۹۸۱) ورزشکار شمشیربازی اهل کره جنوبی است.
وی در مسابقات کشوری و بین‌المللی در مجموع برندهٔ ۱ مدال طلا، ۱ مدال نقره، ۳ مدال برنز شده‌است.